# Monument als defensors del 1714
L'escultura commemorativa anomenada Monument als defensors del 1714 o Monument de l'Onze de Setembre és un element arquitectònic que podem trobar a la vila de Cardona.
Situada a la plaça de la Fira de dalt, es tracta d'una font monumental que commemora la rendició del castell de Cardona i de la vila, el setembre de 1714, a les tropes de Felip V.
Fou costejada l'any 1914 per la colònia cardonina de Barcelona en commemoració del segon centenari del setge de Cardona. L'escultura està feta amb ciment i és obra de l'escultor Josep Campeny.
L'escultura representa una figura femenina d'estil acadèmic, que simbolitza Cardona amb corona acompanyada d'un nen, amb el qual sosté una gerra. La dona aguanta un escut de la vila que toca a terra. Al costat del monument-font, un peveter i la senyera completen la significació de la commemoració.

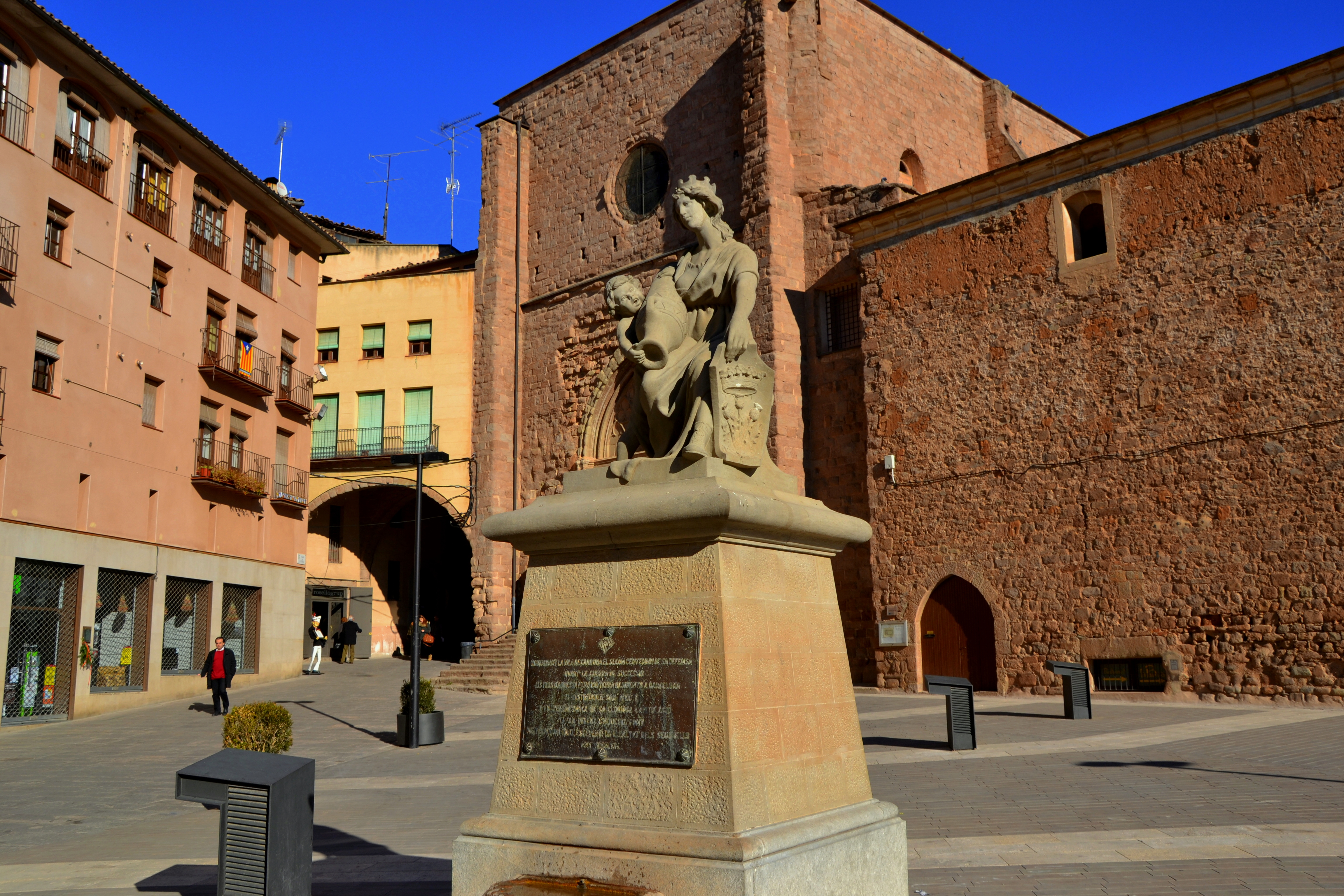
Plaça de la Fira de Dalt, amb l'escultura en primer terme

Al peu de l'escultura es pot llegir la inscripció:
COMMEMORANT LA VILA DE CARDONA EL SEGON CENTENARI DE SA DEFENSA 
 QUANT LA GUERRA DE SUCCESSIÓ 
 ELS FILLS D'AQUESTA HEROICA TERRA RESIDENTS A BARCELONA 
 LI TESTIMONIEN SON AFECTE 
 Y EN REMEMBRANÇA DE SA GLORIOSA CAPITULACIÓ 
 LI FAN OFRENA D'AQUESTA FONT 
 QUE PERPETUÏ EN EL ESDEVENIR LA LLEIALTAT DELS SEUS FILLS 
 ANY MCMXIV 

És en aquest monument on, encara en l'actualitat, el consistori cardoní fa la seva ofrena floral amb motiu de la Diada Nacional de Catalunya, acte que precedeix el discurs institucional, la interpretació de l'Himne Nacional de Catalunya i el galeig dels trabucaires de Cardona. L'acte s'acostuma a cloure amb una ballada de sardanes a la Plaça de la Fira.